# 九龙乡 (仪陇县)
九龙乡，是中华人民共和国四川省南充市仪陇县曾经下辖的一个乡。2019年9月，撤销九龙乡和灯塔乡，将其所属行政区域划归大寅镇管辖。

## 行政区划
九龙乡撤销前下辖以下地区：
思源村、民主村、民乐村、互通村、双凤村、香炉村、凉桥村、川星村、天门村、花山村、裕民村、海螺村、三星村、卫东村和尖峰村。